# Никола Палеолог
Никола Палеолог (на средњегрчком: Νικόλαος Παλαιολόγος) је био византијски аристократа из друге половине 11. века – рани представник породице Палеолога, о коме се у „Алексијади” Ане Комнине извештава да је погинуо у бици код Драча 18. октобра 1081. године.
Никола је био други син Нићифора Палеолога и његове жене, за коју се верује да је била члан породице Куртикис. Никола је млађи брат чувеног Георгија Палеолога – генерала и вазала цара Алексија I Комнина. Претпоставља се да је име Никола, које није било уобичајено у породици Палеолога све до 14. века, дато у част једног од његових предака по мајци.
Никола Палеолог се помиње само у једном епитому „Алексијаде“ (Codex Vaticanus Graecus 981), где је наведен међу херојима погинулим у бици код Драча 18. октобра 1081. године, против Нормана предвођених војводом Робертом Гвискаром.